# Огюстен Жан Френель
Огюсте́н Жан Френе́ль (фр. Augustin Jean Fresnel; 10 травня 1788, Броглі, Ер, Верхня Нормандія, Франція — 14 липня 1827, Віль-д'Авре, О-де-Сен, Іль-де-Франс, Франція) — французький фізик, відомий своїми дослідженнями в області оптики.
Френель був сином архітектора, навчався в Політехнічній школі (X1804) й Школі мостів і доріг. Працював інженером, опікувався маяками. Помер від туберкульозу.
Френель вивчав закони заломлення, інтерференції та дифракції світла. Завдяки його дисертації, поданій на розгляд Академії наук у 1818 році, була встановлена хвильова природа світла. Френелю належить поняття довжини хвилі. Його теоретичні роботи знайшли практичне застосування у винаході лінзи Френеля — полегшеного варіанту лінзи для застосування на маяках.

## Наукові досягнення
Відкриття Френеля та його математична дедукція базувалася на експериментальній роботі Томаса Юнга, що дозволило поширити хвильову теорію світла на більш широкий клас оптичних явищ. В 1817 році Юнг запропонував невелику поперечну компоненту до світла, при цьому зберігаючи домінуючий вклад поздовжньої компоненти. Френель в 1821 зміг за допомогою математичних методів довести, що поляризація може бути тільки в тому випадку, якщо світло є повністю поперечним (transverse), без поздовжньої (longitudinal) вібрації.
Френель запропонував гіпотезу захоплення ефіру для пояснення численних астрономічних спостережень.